# Törökbecse
Törökbecse (más néven Újbecse, szerbül Нови Бечеј / Novi Bečej, németül Türkisch Betsche, vagy Neu Betsche) város és község Szerbiában, a Vajdaságban, a Közép-bánsági körzetben.

## Fekvése
Óbecsével átellenben, a Tisza bal partján fekszik Bánátban. A ma már a település részét képező Aracs (Vranjevo) egykor önálló település volt.

## Története

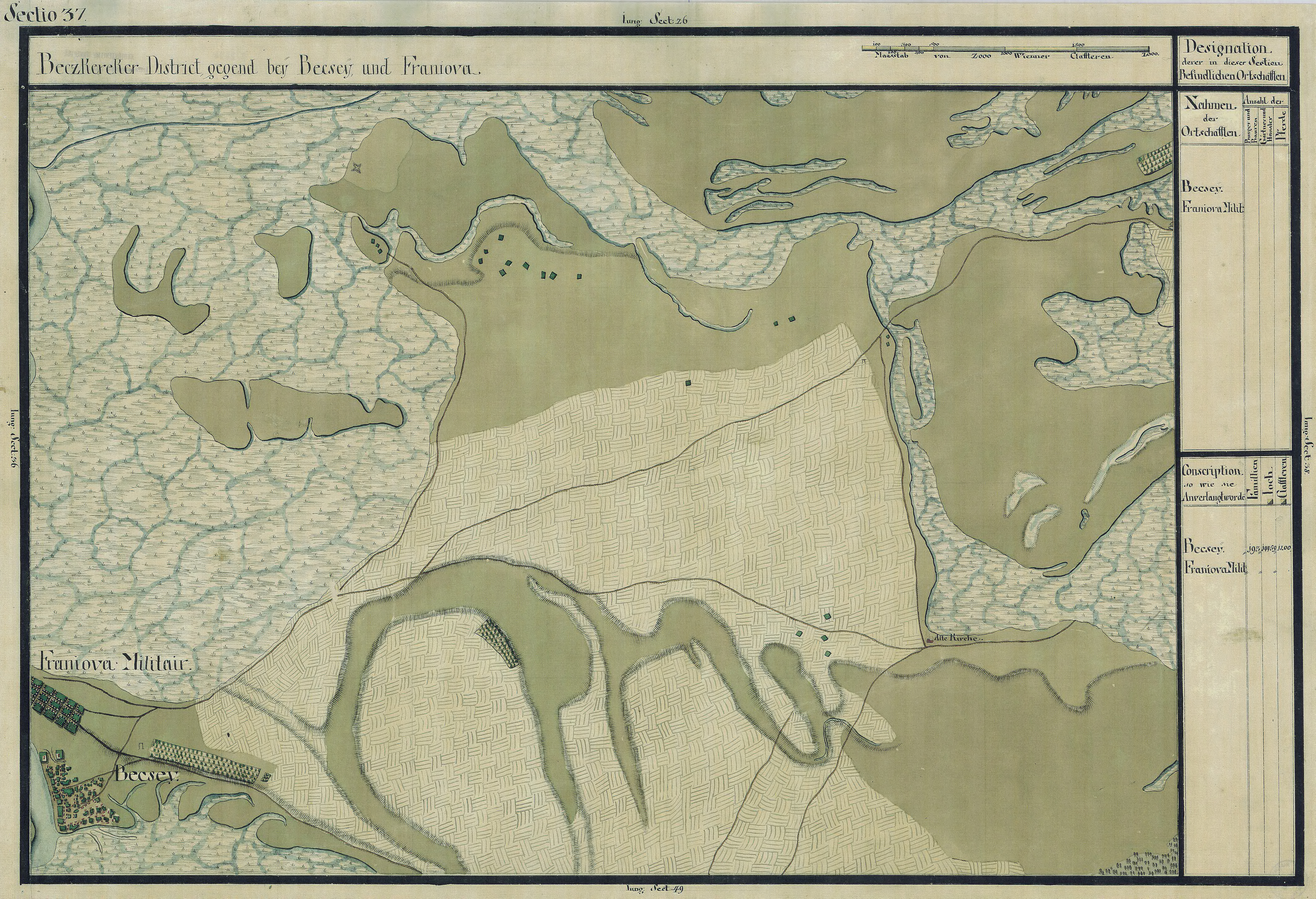
Törökbecse egy régi térképen

Törökbecse, Becse nevét 1332-1337. évi pápai tizedjegyzék említette először, tehát már ekkor egyházas hely volt, és 1342-ben már vára is fennállt a Tisza szigetén. 1386-ban Zsigmond brandenburgi őrgróf, a későbbi Zsigmond király, ideiglenesen Losonczy István fiainak, Lászlónak és Istvánnak adományozta. A 15. század elején a rác despoták birtokába került. István rác despotától örökségképen Brankovics Györgyre szállt, aki 1440-ben Geszti Mihály fiának Lászlónak adta zálogba, azonban még ez évben I. Ulászló király elvette tőle és a Thallócziaknak adta. I. Ulászló halála után újból Brankovics György birtoka lett, akitől 1450-ben az országgyűlés rendeletére Hunyadi János elfoglalta. A Tisza szigetén épült Becse 1440-ben már városi kiváltságokkal rendelkezett és egyben vámos hely is volt, 1442-ben pedig már Torontál vármegye a közgyűléseit is itt tartotta. 1451-ben a vár és a város is újból Brankovics György birtokába került, aki azt hét évvel később, 1458-ban átadta Szilágyi Mihálynak, aki pedig ismét visszaadta a despotának. A vár és a város ezután Mátyás király birtokába került, 1492-1493-ban a Vingárti Geréb család formált jogot hozzá, amiért azután a Szokolyiakkal perbe is keveredett.
Becse a török hódoltság alatt sem pusztult el. Az 1717-es kincstári összeírásban a becskereki kerület községei között, 20 lakott házzal szerepelt. 1782-ben a Szissányi család kapta adományként Törökbecsét. A Szissányi család 3 leány tagját Rohonczy Lipót ezredes, gróf Leiningen Károly tábornok és Urbán Gyula vette el, így lett itt birtokos gróf Leiningen-Westerburg Károly honvédtábornok, az aradi vértanúk egyike, aki Szissányi Elizt vette nőül. 1849. április 24-én határában verte vissza Perczel a Teodorovics vezette osztrák-szerb sereget. 1886-ban egy nagy tűzvészben a helység egyharmada leégett; 1893-ban pedig kolerajárvány pusztított a településen.
1910-ben 7647 lakosából 5287 magyar, 168 német, 2094 szerb volt. Ebből 5091 római katolikus, 2200 görögkeleti ortodox, 224 izraelita volt.
A trianoni békeszerződés előtt Torontál vármegye Törökbecsei járásához tartozott.
Törökbecséhez tartozott Borjas tanya és Szentkirály tanya is.

### Borgyas
A középkorban Borjas tanya helyén Borgyas (Borjas, Bordas) falu feküdt, melyet már az 1332-1337 évi pápai tizedjegyzék is megemlített, mint egyházas helyet. 1422-ben a Cséri Sáfár család, 1422-1428 között pedig a Garai család birtoka volt, majd 1439-ben a Borgyasi család itteni birtokaiba Sárközi Lászlót is beiktatták.
A Mercy-féle térképen pedig a régi Borjas, Borgyas helyét Bordios néven már a lakatlan helyek között jelölték.

### Endre
A mai Borjas tanya határában fekhetett  Endre (Endréd, Endrőd) helység is, melyet  1341-ben említettek az oklevelek. 1440-ben pedig a becsei vár tartozékai között volt említve.

### Szent-Király
Szentkirály-tanya helyén a középkorban Szent-Király nevű falu feküdt, melyet 1422-ben említettek először az oklevelekben. 1440-ben pedig ezt is Becse vára tartozékai között sorolták fel. A Mercy-féle térképen a régi Borjas helyét Bordiossal találjuk jelölve a lakatlan helyek között.
Törökbecse részét képezi Aracs (Vranjevo) is, mely egykor önálló falu volt.

## Aracs
Aracs, Vránova vagy Frányova, a Tisza bal partján feküdt. Ősi neve Aracsa volt. Az 1332-1337. évi pápai tizedjegyzék is e néven említette, ekkor már egyháza is volt.
1370-ben Erzsébet özvegy királyné Szent Miklós tiszteletére itt ferencrendű kolostort alapított. Ennek érdekes romjai a Deveszilye dűlőben ma is láthatók.
1422-1450 közötti oklevelek is Aracsa néven említették, 1422-ben pedig már vásáros hely is volt.
1440-ben Becse várához tartozott, és egy 1441 körüli, a becsei vár tartozékait felsoroló oklevél, a városok köze számította.
Aracs az egész középkorban a becsei vár sorsában osztozott. A 15. század közepén Torontál vármegye közgyűléseit is gyakran tartotta itt.
1551. szeptember 25. előtt Mehemet beglerbég elfoglalta Aracsot, majd a török hódoltság alatt elpusztult.
Az elpusztult falutól északkeletre eső területen szerbek telepedtek le, a kik néhány házból álló telepüket Vránovának (Varjas) nevezték.
1697-ben a zentai győzelem után mikor e vidék is felszabadult a török hódoltság alól, a Csernovics patriarchával bevándorolt szerbek közül is mind többen telepedtek le Vránován. Majd mikor 1717-ben, gróf Mercy tábornok a temesvári bánságot szervezte, a tartomány védelmére és a közlekedés lehetővé tételére hat katonai századvidéket alakított, melyek egyike Vránova volt. De mivel a helység a Tiszától távol feküdt, a vránovai szerb polgármilíciát 1726-ban átköltöztették az elpusztult becsei vár és a Baktó között fekvő magaslatra, és az új telepet baktói katonai őrállomásnak nevezték.
A katonai határőrvidék feloszlatásakor a bácsmegyei Becséről, Péterrévéről és Moholról számosan költöztek Vránova községbe, melynek lakossága annyira gyarapodott, hogy a századvidék középpontja lett "Franovaer Compagnie" néven.
1766-1768-ban, a német és szerb bánsági határőrezredek felállításakor sokan elköltöztek Vránováról, melyet a polgárosított tiszai járásba osztottak be. A temesvári bánság Magyarországhoz való visszacsatolása előtt, a szerb nép vezérei mindent elkövettek a régi századvidékekhez tartozott katonai községeknek, a magyar vármegyék fennhatóságától való függetlenítéséért. Így keletkezett 1774-ben a Nagykikindai kiváltságos kerület, melynek Vránova is kiegészítő része lett.
1806. január 31-én országos vásárok tartására nyert szabadalmat, majd 1817 augusztus 1-jén a kerülethez tartozó többi községgel együtt kiváltságlevelet nyert.
A 18. század végén a törökbecsei uradalom a Sissány család kezére jutott, ez időtől egyre több magyar telepedett le Vránovára, és 1786-ban már 60 katolikus magyar élt itt. Számuk az 1820-1840 közötti években a szegedvidéki, bácskai és marosi iparosokkal, hajóácsokkal és molnárokkal egyre gyarapodott, 1830-tól pedig a magyarok iskolát is tartottak fenn.
1876-ban a nagykikindai kerületet Torontál vármegyéhez került, Vránovát a törökbecsei járáshoz csatolták.
1888-ban a helység nevét Aracs-ra változtatták.
A település római katolikus plébániája 1881-ben keletkezett, temploma 1904-ben épült. A szerb egyház egyidős a balkáni szerbek beköltözködésével. Templomuk 1796-ban épült.
1910-ben 9163 lakosából 2299 magyar, 6753 szerb volt. Ebből 2351 római katolikus, 6790 görögkeleti ortodox volt.

## Népesség

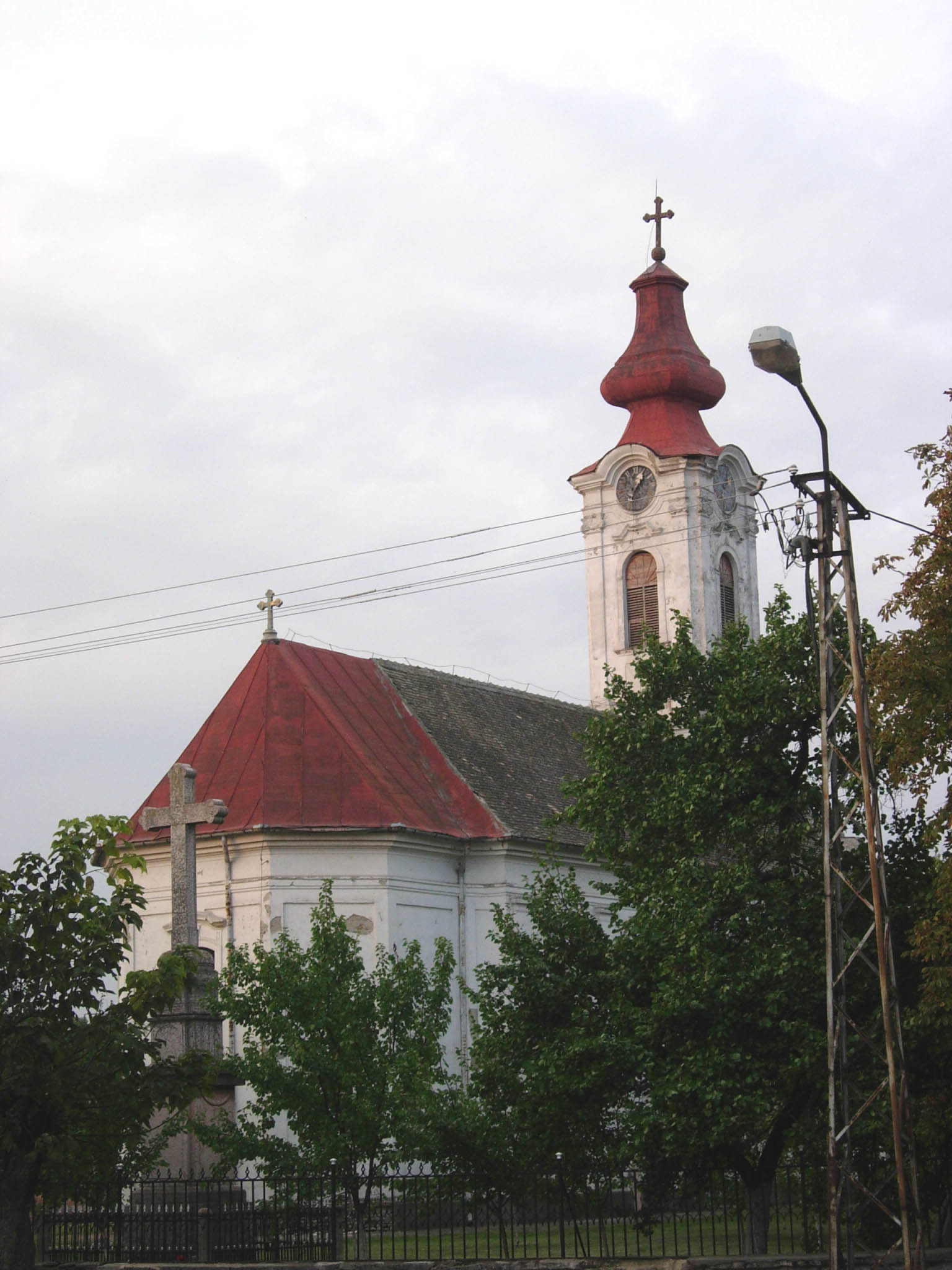
A görögkeleti templom

### Demográfiai változások
| 1948   | 1953   | 1961   | 1971   | 1981   | 1991   | 2002   | 2011   |
| ------ | ------ | ------ | ------ | ------ | ------ | ------ | ------ |
| 15 644 | 16 303 | 16 378 | 16 075 | 16 091 | 15 404 | 14 452 | 13 133 |

## Neves személyek
- Itt született 1863-ban Képessy József aranydiplomás jogász, egyike volt a legrégibb sportembereknek.
- Itt született 1911-ben Koren István szobrászművész.
- Itt hunyt el 1895-ben Obelcz József piarista áldozópap és főgimnáziumi tanár.
- Aracson született 1843-ban Szentkláray Jenő magyar régész, irodalom- és műtörténész, az MTA kültagja.
- Aracson született 1854-ben Fischer Lajos Csanád egyházmegyei pap.

## Látnivalók

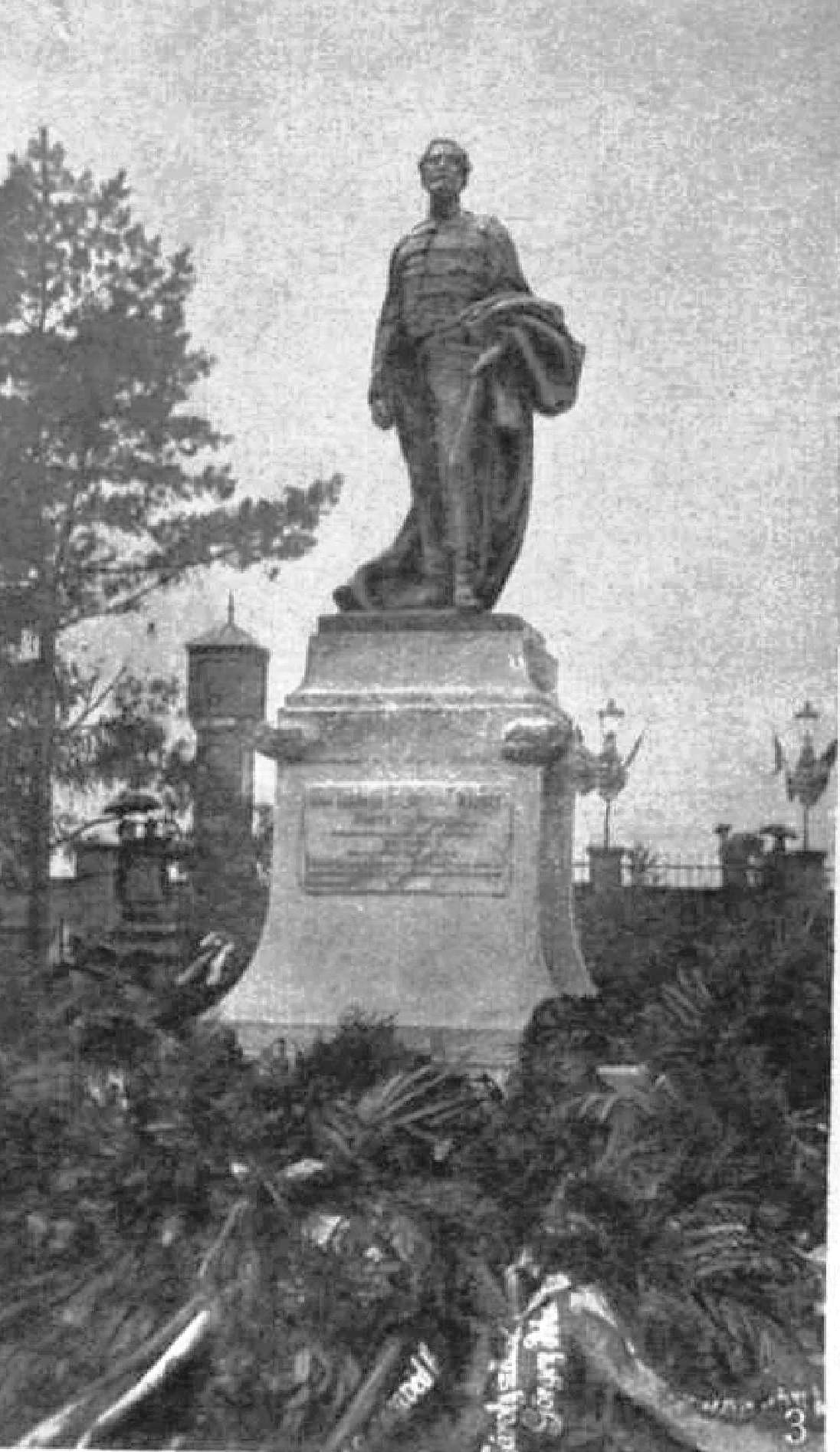
Az 1911-ben felavatott Leiningen-szobor. Felirata: ""Gróf Leiningen Westerburg Károly honvéd tábornok, ki Aradon új hazája szabadságának kihívásáért 1849. október 6-án, mint vértanú hősi halált szenvedett, porhűvelyed visszaállt ugyan e föld rögébe, de nemes lelked, annak vitézsége és geniuszod örökké élni fog magyar honunk egén és minden magyar szívében.""

- Aracsi pusztatemplom: Törökbecse határában áll az egykori templomos lovagrend aracsi templomának és kolostorának romjai. 1551-ben az Óbecse ostromára készülő törökök pusztították el.
- Görögkeleti temploma – 1741-ben épült
- Római katolikus temploma – 1809-ben épült

## Testvérvárosai
- Párkány, Szlovákia
- Mezőtúr, Magyarország
- Sándorfalva, Magyarország[5]